# قناص: نهاية قاتل
قناص: نهاية قاتل (بالإنجليزية: Sniper: Assassin's End)‏ هو فيلم حركة تم إنتاجه في الولايات المتحدة وصدر سنة 2020 بطولة تشاد مايكل كولينز وهو الجزء الثامن من سلسلة أفلام «قناص».

## القصة
يحاول القناص الأسطوري توماس بيكيت وابنه القناص الواعد الهرب من قبضة رجال وكالة المخابرات الأمريكية، المرتزقة الروس، وقاتل متدرب لا يرحم والذي يسعى لقتلهما.

## وصلات خارجية
قناص: نهاية قاتل على موقع IMDb (الإنجليزية)
- قناص: نهاية قاتل على موقع قاعدة بيانات الفيلم (الإنجليزية)
- قناص: نهاية قاتل على موقع ليتربوكسد (الإنجليزية)
- قناص: نهاية قاتل على موقع كينوبويسك (الروسية)